# Cephalcia tannourinensis
Cephalcia tannourinensis là một loài côn trùng trong họ Pamphiliidae. Loài này được Demolin miêu tả khoa học đầu tiên năm 1999.
Đây là loài gây hại của cây Cedrus libani, phát triển phổ biến ở Liban.